# Antzuola
Antzuola en basque ou Anzuola en espagnol est une commune du Guipuscoa dans la communauté autonome du Pays basque en Espagne.
Par la résolution du 10 octobre 1980 de la vice-conseillère d'administration locale, publiée dans le BOPV du 21 novembre de la même année, on modifia le nom officiel de la municipalité, qui passa de « Anzuola » à « Antzuola », adaptant ainsi la graphie basque moderne.

## Culture

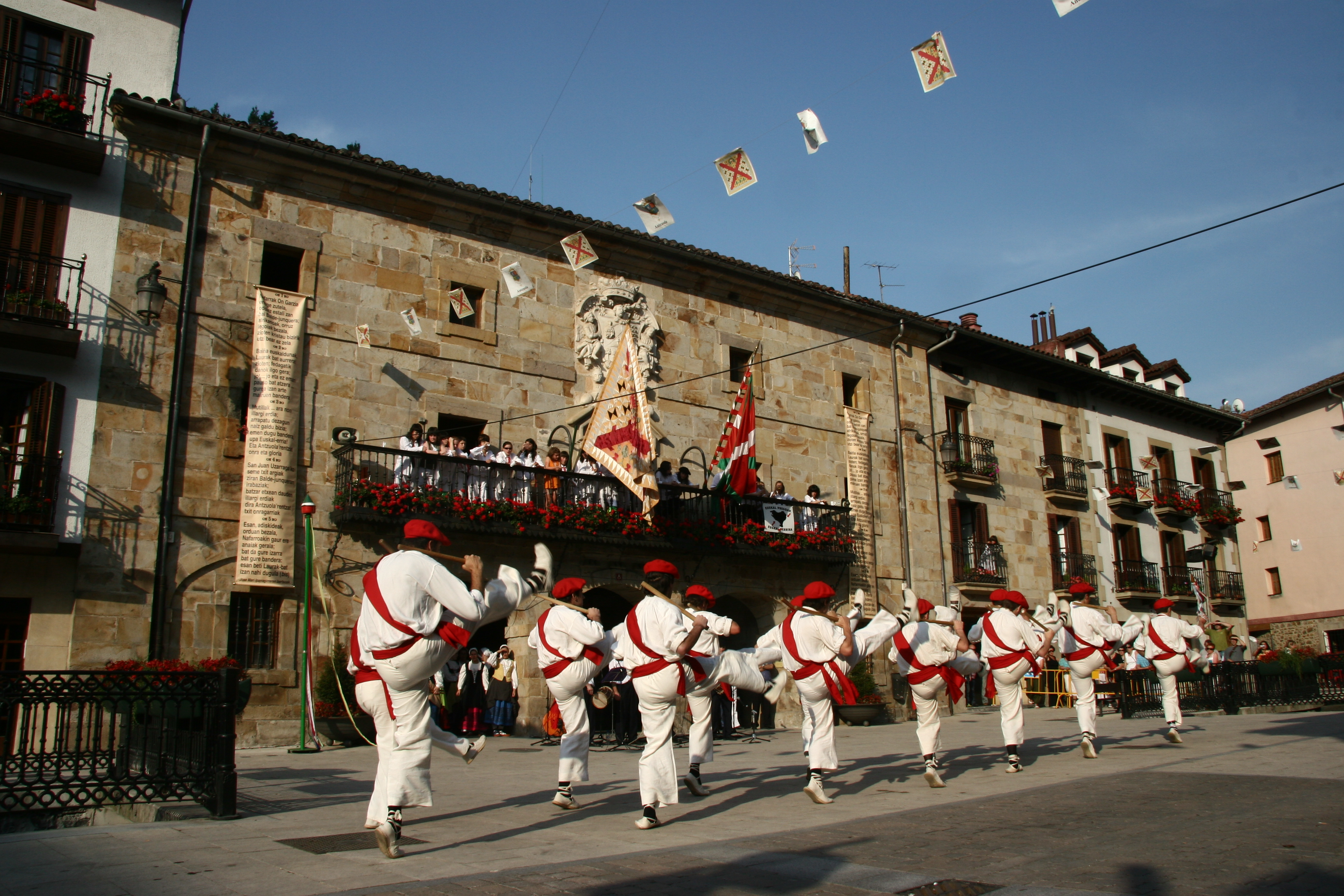
Antzuolako Mairuen Alardearen irudia.

### Sources
- (es) Cet article est partiellement ou en totalité issu de l’article de Wikipédia en espagnol intitulé « Anzuola » (voir la liste des auteurs).